# Просперити (Јужна Каролина)
Просперити (енгл. Prosperity) град је у америчкој савезној држави Јужна Каролина.

## Демографија
По попису из 2010. године број становника је 1.180, што је 133 (12,7%) становника више него 2000. године.
| Група             | 2000.       | 2010.       |
| Белци             | 548 (52,3%) | 640 (54,2%) |
| Афроамериканци    | 469 (44,8%) | 496 (42,0%) |
| Азијати           | 7 (0,7%)    | 1 (0,1%)    |
| Хиспаноамериканци | 25 (2,4%)   | 37 (3,1%)   |
| Укупно            | 1.047       | 1.180       |